# Pachymenia
Pachymenia is een geslacht van wormmollusken uit de  familie van de Amphimeniidae.

## Soorten
- Pachymenia carnosa (J.Agardh) J.Agardh, 1876
- Pachymenia cornea (Kützing) Chiang, 1970
- Pachymenia crassa Lindauer, 1947
- Pachymenia cuticulosa M.A.Howe, 1914
- Pachymenia dichotoma J.Agardh, 1876
- Pachymenia laciniata J.Agardh, 1876
- Pachymenia lusoria (Greville) J.Agardh, 1876
- Pachymenia orbicularis (Zanardini) Setchell & N.L.Gardner, 1934
- Pachymenia orbitosa (Suhr) L.K.Russell, 2009
- Pachymenia prostrata J.Agardh, 1890
- Pachymenia saxicola W.R.Taylor, 1945
- Pachymenia ulvoidea (F.Schmitz) L.K.Russell, 2010